# وادي الطلحة
قرية الطلحه قريه تقع في محافظة ظهران الجنوب في المملكة العربية السعودية وقد دارت في هذا المكان عدد من الحروب بين قبيلة آل منصور يام، وقبائل ال سعدين ال سعيد بن حسن قحطان. وتسكنه الآن قبيلة ال سعدين و آل منصور يام ، وهم حلف مع قبيلة وادعه ، أما بالنسبة للمرافق فيوجد مركز للرعاية الصحية وثانوية متميزة على مستوى إدارة التعليم ويوجد بها منذ مئات السنين سوق الربوع وكانت الطلحه مقر ومرجع للقبائل في سوق الربوع ويحدها من الجنوب وادعة همدان ويحدها من الشمال قحطان
السعدين ومنهم 
ال سعيد بن حسن القحطاني 
آل منصور جشم يام بلادهم في ثلاث مواقع وهي :
١ - آل منصور أهل الطلحه ( ظهران الجنوب )
٢- آل منصور أهل رجلا ( نجران )
٣- آل منصور أهل الشرفه ( نجران )
آل منصور يام أهل(الطلحه)ينقسمون إلى خمس أفخاذ :
١- آل عيسى وهم أكبر فخذ في آل منصور ( الطلحه )
٢- آل شايع
٣- آل ماكر
٤- آل ملفي
٥- آل عرام